# 坎德拉里亞 (庫斯卡特蘭省)
坎德拉里亞（西班牙語：Candelaria），是薩爾瓦多的城鎮，位於該國中部，由庫斯卡特蘭省負責管轄，面積36.73平方公里，海拔高度706米，2007年人口10,090，人口密度每平方公里274.71人。
13°45′N 88°57′W / 13.750°N 88.950°W